# Hiroaki Hidaka
Pour les articles homonymes, voir Hidaka.
 (décembre 2009).
Si vous disposez d'ouvrages ou d'articles de référence ou si vous connaissez des sites web de qualité traitant du thème abordé ici, merci de compléter l'article en donnant les références utiles à sa vérifiabilité et en les liant à la section « Notes et références ».
Hiroaki Hidaka (日高 広明, Hidaka Hiroaki, avril 1962 - 25 décembre 2006) est un tueur en série japonais. Le 9 février 2000, il fut condamné à la peine de mort, sentence qui fut exécutée le 25 décembre 2006.

## Biographie
Hidaka est un excellent étudiant, mais il rate l'entrée à l'université de Tsukuba qu'il visait. Il entre par défaut à l'université de Fukuoka, et se laisse aller : il contracte des dettes, boit, recourt à la prostitution, etc. En avril 1989, il déménage pour Hiroshima et devient chauffeur de taxi. Il se marie en 1991, et a une fille en 1993, mais son mariage est détruit lorsque son épouse entre en hôpital psychiatrique.

## Parcours criminel
Hidaka tue et dépouille quatre femmes entre avril et septembre 1996. L'une de ses victimes est une fille de seize ans pratiquant l’enjo kōsai.

## Arrestation, condamnation et exécution
Il est arrêté le 21 septembre 1996.
Le tribunal d'arrondissement de Hiroshima le condamne à mort le 9 février 2000, il ne fait pas appel. Il est exécuté par pendaison le 25 décembre 2006. Après son exécution, son avocat, Shuichi Adachi, proteste que les autorités carcérales lui aient illégalement refusé d'accéder à son client.